# Kanaat Quba
Het kanaat Quba was een semi-onafhankelijk kanaat op het grondgebied van het huidige Noord-Azerbeidzjan en Zuid-Dagestan. Het werd gevormd langs de Kaspische Zee in het maritieme deel van het tijdens de 16e eeuw door de Safawieden geannexeerde bezit van de Shirvansjahs. Tijdens de tweede helft van de 18e eeuw was Quba een tijdlang het machtigste kanaat in de regio.

## Geschiedenis
Tijdens het bewind van sjah Suleiman I werd Husayn Khan, een lid van de clan der Kajtagen uit Dagestan, door rivalen van zijn domeinen verdreven. Hij trok naar Isfahan waar hij zich tot het sjiisme bekeerde, en won het vertrouwen van de sjah die hem tot kan van Quba en Salyan benoemde. Husayn bouwde de citadel van Xudat, waarvan hij zijn hoofdstad maakte .
Zijn kleinzoon Husayn Ali Khan herwon met de hulp van Peter de Grote verloren terrein in Dagestan, maar zijn positie werd verzwakt door de alliantie van Soerchaj-chan van Gazikoemoech en Chadzji Davoed, een religieuze leider, die sinds 1712 het grootste deel van Dagestan onder controle hadden die onder de soevereiniteit van het Ottomaanse Rijk vielen. Nadir Sjah gaf Salyan terug aan Husayn Ali, maar de ineenstorting van het Perzische rijk na de dood van Nadir wekte de ambitie van de lokale heersers.
Husayn Ali verplaatste zijn hoofdstad van Xudat naar Quba en annexeerde Şabran en Kulban voordat hij in 1758 stierf. Zijn zoon Feth Ali Khan zocht de steun van Catharina II van Rusland, die in 1775 een expeditie naar Derbent stuurde onder het voorwendsel om de dood van de wetenschapper Samuel Gottlieb Gmelin, die in gevangenschap gestorven was, te wreken. Met hulp van de Russen vestigde Fath Ali Khan zijn gezag over wat hij als zijn erfdom in Dagestan zag, Quba en Salyan. Hij nam in 1766 ook Derbent in, het kanaat Şirvan (1767) en beheerste het kanaat Bakoe (1768-1772).
Fath Ali probeerde zijn invloed voorbij Şirvan uit te breiden. In 1778 stuurde hij 9.000 mannen naar Gilan om de door de Kadjaren verdreven kan Hidayat terug op zijn troon te brengen. In 1788 nam hij Ardebil in waar de Shahsevan zijn gezag erkenden, terwijl de kanaten van Karabach en Tabriz zijn bondgenootschap zochten. Fath Ali werd definitiefdoor Agha Mohammad Shah, waar hij in 1789 aan en ziekte stierf.
Na een korte regeerperiode van zijn oudere broer besteeg sjeik Ali Agha in 1791 de troon. Het kanaat Quba werd voor het eerst in 1796 door de Russen bezet tijdens hun expeditie naar Perzië. Generaal Valerian Zoebov nam de kan en zijn familie gevangen en gaf Derbent aan diens broer Hassan en zus Peri Djahan Khanun waarna sjeik Ali uiteindelijk wist te ontsnappen. Nadat Paul I van Rusland aan de macht kwam werden de Russische troepen teruggetrokken waarna de kanDerbent na de dood van Hassan weer in bezit kreeg.
In 1801 stuurden de kans van de zuidelijke Kaukasus een delegatie naar de nieuwe tsaar Alexander I met vredesvoorstellen. Na een nieuwe expeditie in 1806 moest sjeik Ali Agha de Russische heerschappij echter aanvaarden. Dit resulteerde in de annexatie van Derbent, voordat Ali Agha in 1808 wegens zijn betrokkenheid bij de moord op generaal Pavel Tsitsianov werd afgezet. De vervangers van de afgezette sjeik verplichtten zich tot het erkennen van de Russische macht en deze situatie werd bevestigd door het Verdrag van Gulistan uit 1813. Hoewel de voormalige kan tot aan zijn dood in 1811 voor onrust zorgde, werd Quba in 1816 definitief geannexeerd.

## Kans van Quba
- vóór 1700: Husayn Khan
- vóór 1721: Sultan Ahmad Khan
- 1722-1758: Husayn Ali Khan
- 1758-1789: Fath Ali Khan
- 1789-1791: Ahmad Khan
- 1791-1808: Sheik Ali Agha
- 1809-1810: Mirza Muhammad II, kan van Bakoe (1783-1791 en 1797-1801)
- 1810-1816: Hassan Khan